# Bryce Treggs
(en) Statistiques sur pro-football-reference
Bryce Alan Treggs (né le 30 avril 1994 à Bellflower en Californie) est un joueur américain de football américain évoluant au poste de wide receiver.

## Enfance
Bryce Treggs naît le 30 avril 1994, de l'union de l'ancien joueur Brian Treggs, ayant évolué une saison avec les Seahawks de Seattle, et de Keisha Blanks. Il fait ses études à la St. John Bosco High School de sa ville natale de Bellflower avant de rejoindre l'université de Californie à Berkeley. Juste avant son recrutement, il est considéré comme un talent cinq étoiles, le maximum, par ESPN tandis que d'autres sites lui délivrent quatre ou encore trois étoiles seulement.

## Carrière

### Université
Dès son arrivée dans l'équipe des Golden Bears de la Californie, Treggs goûte à ses premières titularisations, commençant notamment huit rencontres. En 2013, il apparaît dans la liste des prétendants au Fred Biletnikoff Award, désignant le meilleur receveur au niveau universitaire, malgré son absence lors du dernier match de la saison du fait d'une blessure. Il reçoit une mention honorable des entraîneurs de la Pacific-12 Conference en 2013 et 2015 et termine sa carrière en NCAA avec 195 réceptions pour 2 506 yards et quinze touchdowns.

### Professionnel
Bryce Treggs n'est sélectionné par aucune équipe lors de la Draft 2016 de la NFL. Néanmoins, il s'engage peu de temps après avec les 49ers de San Francisco, disputant la pré-saison avec cette équipe avant d'être libéré juste avant l'ouverture du championnat. Récupéré par les Eagles de Philadelphie, il devient receveur remplaçant, jouant neuf matchs dont un comme titulaire dans une formation en difficulté dans sa poule et n'accédant pas aux play-offs (7-9). Conservé pour la pré-saison 2017, il est libéré de son contrat peu de temps avant la saison 2017 mais intègre l'équipe d'entraînement des Eagles. 
Un mois plus tard, en octobre 2017, les Browns de Cleveland le débauche et l'engage dans l'effectif des cinquante-trois joueurs. Treggs apparaît lors de six rencontres dont une comme titulaire mais n'arrive pas à se faire une place solide chez les Browns, étant remercié au milieu du mois de décembre. Philadelphie fait revenir l'ancien étudiant californien dans son équipe d'entraînement et les Eagles remportent le Super Bowl LII. Le receveur reste dans l'escouade le temps de la pré-saison mais il est libéré au début du mois de septembre 2018. Bryce Treggs prend sa retraite en mai 2019 et intègre l'entreprise d'agents de joueurs Athletes First, représentant notamment Nick Foles.

## Palmarès
- Mention honorable de la Pacific-12 Conference en 2013 et 2015